# Animondos
Animondos est un webcomic espagnol qui anthropomorphise les différents pays du monde, sous forme de satire. La série est notamment connue sur les réseaux sociaux pour représenter de manière caricaturale les événements qui ont fait l'actualité. En plus d'utiliser des personnages anthropomorphisés à l'instar de la série japonaise Hetalia, elle recourt au manga et à ses diverses formes de dessin, comme le chibi,.

## Historique
La série fut créée en 2004, lorsque, de juin à octobre, l'entreprise Raptware, spécialisée dans la conception de jeux vidéo, chercha un moyen de réaliser une animation capable d'accroître la réputation de l'entreprise. Pensant tout d'abord à un jeu basé sur l'histoire de personnages aux noms atypiques, tels que "Angleterre" ou "Amérique" (autrement dit des noms rappelant ceux des pays du monde), le projet fut abandonné par la suite avant de remonter à la surface en 2009 en tant que webcomic satirique et non en tant que simple jeu. Le terme « AniMondos » proviendrait du mot « Mondo » qui signifie le monde en italien, et « Ani » pour animation, en référence à l'entreprise. Le projet vit le jour le 17 mai 2009.

## Personnages
De la même manière que le manga Hetalia, Animondos anthropomorphise les pays du monde en personnages de bande-dessinée. Ce procédé permet ainsi d'humaniser les nations et de montrer leurs relations envers les autres pays. À l'origine focalisé sur l'Amérique du Sud, la série s'est élargie pour représenter tous les pays du monde (avec une préférence pour les États-Unis, la France, l'Angleterre, Israël et la Corée du Sud), intégrant également les minorités de chaque pays, tant sur le plan régional (Québec, Écosse, Catalogne) que départemental (Mayotte, Polynésie française, Hawaii).

### Liste des personnages apparaissant le plus régulièrement
| Pays         | Nom du personnage   | Attributs                                             | Amis                                                     | Ennemis                                                        | Caractère                                              |
| ------------ | ------------------- | ----------------------------------------------------- | -------------------------------------------------------- | -------------------------------------------------------------- | ------------------------------------------------------ |
| États-Unis   | Ethan Wilson        | Chapeau, étoile, pantalon à rayures                   | Israël, Angleterre, France, Japon, Corée du Sud, Mexique | Iran, Russie                                                   | Hautain, arrogant, mégalomane, nationaliste, énergique |
| Angleterre   | Elizabeth Wellesley | Robe noire, tasse de thé, chapeau melon               | États-Unis, France, Inde, Pakistan, Hong Kong            | Argentine, Écosse, Irlande, Allemagne, Espagne, Chine, Islande | Raffinée, noble, calme, réservée                       |
| France       | François Petit      | Béret, T-shirt à rayures, Baguette de pain, Cigarette | États-Unis, Angleterre                                   | Allemagne, Russie, Algérie                                     | Froid, cynique, sceptique, clairvoyant                 |
| Israël       | Yizhaq Mizrachi     | Talit/toge noire, étoile de David, chapeau juif       | États-Unis, Jordanie, Égypte                             | Palestine, Monde musulman, Turquie, Iran                       | Naïf, énergique, puéril, inconscient                   |
| Japon        | Sasuke Yamamoto     | Kimono, geta, bol de riz                              | États-Unis, Corée du Sud                                 | Chine, Corée du Nord, Russie                                   | Loyal, timide, passif                                  |
| Corée du Sud | Han Shinb           | Hanbok, couvre-chef en forme de lune                  | États-Unis, Japon, Chine, Taïwan                         | Corée du Nord                                                  | Technophile, romantique, dépendante                    |

## Critiques
Par l'intermédiaire de ses personnages, la série profite de leurs représentations anthropomorphistes pour dénoncer les relations politico-sociales de plusieurs pays. Ainsi, elle s'est plusieurs fois attaquée au caractère expansionniste et corruptible des États-Unis, représenté à travers le personnage d'Ethan Wilson,,,. Elle a également profité de l'actualité pour représenter plusieurs évènements, tels que la Coupe du monde de football 2010 et les attentats de janvier 2015 en France.